# Body Language (album de Kylie Minogue)
Pour les articles homonymes, voir Body Language.
Albums de Kylie Minogue
Fever
(2001) Ultimate Kylie
(2004)
Singles
1. Slow
Sortie : 3 novembre 2003
2. Red Blooded Woman
Sortie : 1er mars 2004
3. Chocolate
Sortie : 28 juin 2004

Body Language est le neuvième album de la chanteuse australienne Kylie Minogue, sorti le 10 novembre 2003 sous le label Parlophone.

## Information sur l'album
L'album a été enregistré durant l'été 2003 au Royaume-Uni, en Irlande et en Espagne. Le titre de l'album fait référence à une ligne dans les paroles du premier single Slow. Kylie a de nouveau collaboré avec des producteurs et parolliers comme Richard Stannard, Julian Gallagher, Cathy Dennis, Johnny Douglas et Karen Poole. L'album a été soutenu par un concert intitulé Money Can't Buy le 15 novembre 2003 au HMV Hammersmith Apollo à Londres. Kylie Minogue a interprété sept nouvelles chansons en plus de ses autres tubes. Le concert est sorti en DVD en juillet 2004 sous le titre Body Language Live.
Les versions australiennes et japonaises de l'album contiennent une chanson bonus Slo Motion. La version japonaise contient également une seconde chanson bonus You Make Me Feel. Aux États-Unis, l'album contient deux chansons bonus, Cruise Control et You Make Me Feel. L'album a atteint la place numéro 42 dans le Billboard 200 et s'est vendu à 171 000 exemplaires.

## Pistes de l'album
1. Slow – 3:15
2. Still Standing – 3:39
3. Secret (Take You Home) – 3:17
4. Promises – 3:16
5. Sweet Music – 4:11
6. Red Blooded Woman – 4:21
7. Chocolate – 5:00
8. Obsession – 3:31
9. I Feel For You – 4:19
10. Someday – 4:18
11. Loving Days – 4:26
12. After Dark – 4:10

## Singles
- Slow est sorti en novembre 2003, et s'est classé numéro un au Royaume-Uni et en Australie, ainsi qu'au Danemark et en Roumanie. Le single a également atteint le Top 10 dans de nombreux pays comme le Canada, l'Italie, les Pays-Bas et la Nouvelle-Zélande.
- Red Blooded Woman est sorti en février 2004, et s'est classé quatrième an Australie et cinquième au Royaume-Uni. Le single a aussi atteint le Top 10 au Danemark, en Hongrie, en Irlande et en Italie.
- Chocolate est sorti en juin 2004. Il s'est classé sixième au Royaume-Uni et quatorzième en Australie.